# Roger Kornberg
Roger David Kornberg (St. Louis, 24 de abril de 1947) é um bioquímico estadunidense.
Recebeu o Nobel de Química de 2006, pelos seus estudos sobre as bases moleculares da transcrição eucariótica.